# Handkontroll

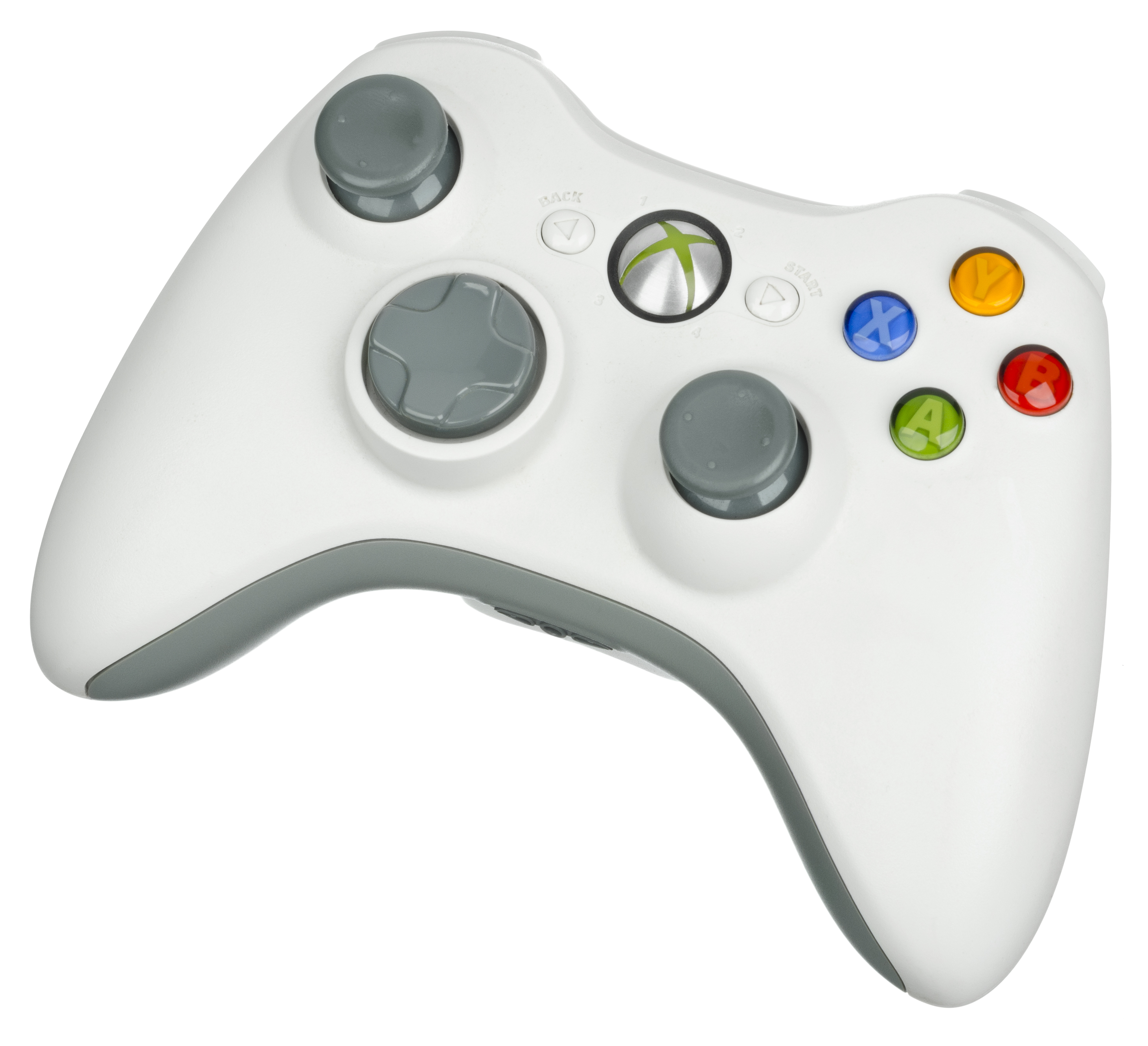
Handkontroll till Xbox 360.

En handkontroll är en inmatningsenhet som kopplas till antingen en dator eller ett TV-spel. Till TV-spel är handkontrollen sedan länge standarden inom inmatningsenheter. Handkontrollen består i regel av ett digitalt styrkors, minst en knapp och på senare tid även en eller två analoga joystickar. Handkontrollens styrkors och analoga styrspak manövreras i regel med en tumme.

## Historia
Handkontrollerna har till skillnad från styrspakar varit utsatta för en stark standardisering. Varje spelkonsol har haft en medföljande handkontroll och även om det ofta har gått att köpa till handkontroller från oberoende tillverkare har de inom respektive konsol varit snarlika. 
Det egentliga styrkorset var patenterat av Nintendo fram till 2005 men många företag har använt sig av en till synes identisk konstruktion. Standardkontrollen till Sega Dreamcast har ett riktigt styrkors och andra tillverkare har använt sig av brutna kors (som till Playstation och Playstation 2) eller av runda styrkors (som till Sega Mega Drive och Xbox). 
Sedan handkontrollen till Nintendo 64 har det blivit de facto standard med en mindre analog styrspak på handkontrollen utöver styrkorset. Denna styrspak styrs i regel med tummen och inte med hela handen som på en fristående styrspak. I och med handkontrollen till Sega Dreamcast har man även börjat använda sig av tryckkänsliga knappar.
I och med lanseringen av Playstation 3 och Wii har handkontrollen fått utökade funktioner i form av rörelsesensorer.
Runt 2016-2017 blev det väldigt populärt med s.k "modifierade handkontroller" som bland annat kan skjuta och ladda om snabbare i FPS-spel. Detta genomförs genom att modifiera chipet i handkontrollen.